# God of War Ragnarök
God of War Ragnarök ist ein Action-Adventure des SIE Santa Monica Studios, das durch Sony Interactive Entertainment im November 2022 für PlayStation 4 und PlayStation 5 veröffentlicht wurde und dessen Portierung für Microsoft Windows im September 2024 erschien.
Es handelt sich bei dem Videospiel um den neunten Teil der God-of-War-Reihe und inhaltlich um den Nachfolger zu God of War aus dem Jahr 2018. Wie bereits der Vorgänger, ist das Spiel von der nordischen Mythologie inspiriert. Titelgebend setzt sich das Spiel inhaltlich mit Ragnarök auseinander.
In dem Spiel werden die bereits aus dem Vorgänger bekannten Protagonisten Kratos und Atreus gesteuert, das Spielprinzip ist, bis auf wenige kleine Anpassungen, mit dem des Vorgängers größtenteils identisch.

## Handlung
Drei Jahre nach den Ereignissen des Vorgängers neigt sich Fimbulwinter dem Ende zu und Ragnarök steht bevor. Freya versucht immer noch, sich für den Tod ihres Sohnes Baldúr an Kratos zu rächen. Ein noch jugendlicher, aber nun gereifter Atreus ist auch Jahre nachdem ihm offenbart wurde, dass seine Mutter eine Riesin war und er Loki ist, auf Identitätssuche. Seine Suche nach dem nordischen Kriegsgott Týr (von der Kratos nichts gewusst hatte), ruft Thor und Odin auf den Plan, welche in Kratos’ Hütte auftauchen. Odin bietet Kratos an, ihn von der Verfolgung durch Freya zu befreien und ihn und seinen Sohn auch ansonsten in Ruhe zu lassen, wenn Atreus im Gegenzug seine Suche nach Týr aufgibt. Kratos lehnt ab und es kommt zum Kampf mit Thor, der sich für die Tötung seiner Söhne Magni und Modi ebenfalls an Kratos rächen will. Während Kratos mit Thor kämpft, spricht Odin Atreus eine Einladung nach Asgard aus. Anschließend bricht Thor auf Odins Geheiß den Kampf ab und beide kehren nach Asgard zurück.
Um sich einen Reim auf die Prophezeiung zu machen, die ihnen vor mehreren Jahren (bei God of War) gewahr wurde, machen sich Kratos und Atreus auf die Suche nach Týr. Sie finden ihn in Svartalfheim, wo er viele Jahre lang von Odin eingesperrt worden war. Doch bringt sie das nicht weiter, Týr wirkt resigniert und gebrochen. Er begleitet sie aber dennoch in ihre neue Basis, einem Haus in einer Zwischenwelt des Weltenbaums Yggdrasíl, welche ihnen von den Zwergenbrüdern Brok und Sindri zur Verfügung gestellt wird.
Atreus erlebt auch einige Abenteuer allein: Er gelangt nach Eisenwald in Jötunheim, der Welt der Riesen, und trifft dort die jugendliche Riesin Angrboda, welche ihm einige Fragen beantworten kann, und ihm eröffnet, dass viele Riesen nicht tot sind, sondern ihre Seelen in murmelförmige Steine übertragen haben. Atreus findet heraus, dass er diese Seelen auf Tiere transferieren kann. Außerdem sucht er Freya auf, um sie wieder als Verbündete zu gewinnen, wird von ihr aber abgewiesen. In einer späteren Begegnung entschließt sie sich, die Rache auf Eis zu legen, um ein Zweckbündnis gegen Odin einzugehen, dem auch ihr Bruder Freyr beitritt. Atreus geht nach Asgard, um herauszufinden, warum Odin ein so großes Interesse an ihm hat. Er geht dort auf mehrere Missionen in Odins Auftrag, wobei er auf einigen davon widerwillig von Thor begleitet wird. Er freundet sich außerdem mit Thrud, der Tochter Thors an, die ihn ebenfalls auf einigen Missionen begleitet, und sieht sich regelmäßigen Sticheleien durch Heimdall, den Wächter des Bifröst ausgesetzt, der durch seine Voraussicht ahnt, warum Atreus wirklich nach Asgard gekommen ist.
Odin versucht mit Atreus’ Hilfe, Maskenteile zu finden und zusammenzusetzen, um über einen Riss in der Welt Zugang zu unbegrenztem Wissen zu erhalten. Als er die Maske zusammengesetzt hat, flüchtet er in die Basis der Zwergenbrüder. Dort entpuppt sich Tyr schließlich als Odin, der die ganze Zeit über nur dessen Gestalt angenommen hatte. Er tötet Brok und verschwindet, Kratos kann ihm jedoch im letzten Moment die Maske abjagen. Sindrí, gebeugt vor Trauer, gibt Kratos und Atreus die Schuld am Tod seines Bruders, da sie den falschen Týr in sein Haus gebracht haben, und verschwindet. Die Verbündeten beschließen nun, die Heere der Welten gegen Odin zu vereinen und treffen dafür Vorbereitungen in mehreren Welten. Während Freya und Freyr die Valkyren, Vanen und Alben mobilisieren, suchen Kratos und Atreus den Feuerriesen Súrtr in Muspelheim auf, der schließlich einwilligt und durch das urzeitliche Feuer der Chaosklingen zu Ragnarök selbst wird. Anschließend kehren sie zu Týrs Tempel in Midgard zurück und blasen dort das Gjallarhorn, das Kratos zuvor Heimdall in dessen Kampf abgenommen hatte, und leiten so den Beginn von Ragnarök ein.
Im Sturm auf Asgard kann Atreus Thrud davon überzeugen, dass Odin sie und ihre Familie nur für seine eigenen Ziele benutzt hat, und sie auf seine Seite ziehen. Indes wird Kratos erneut von Thor angegriffen, trotz Kratos’ Versuchen, diesen ebenfalls von Odins Falschheit zu überzeugen. Letztlich kann er Thor, zusammen mit Thrud und Sif, doch noch zur Beendigung des Kampfes bewegen, indem er an die Zukunft ihrer beiden Kinder appelliert. Dies jedoch ruft Odin auf den Plan, der Thor beschimpft und ihm befiehlt, Kratos zu töten. Als Thor dies verneint und seinen Hammer Mjölnir demonstrativ fallenlässt, wird er von Odin getötet. Es kommt zum Kampf zwischen Odin auf der einen, und Kratos, Freya und Atreus auf der anderen Seite. Der Kampf führt sie in die Nähe des Risses, für welchen die Maske gemacht wurde, doch Atreus zerbricht die Maske und wirft sie in den Riss, welcher sich schließt. Am Ende des Kampfes können die drei Odin schließlich überwältigen und Atreus überträgt dessen Seele in einen Murmel-Stein. Während die drei noch unschlüssig sind, was sie mit dem Stein tun sollen, taucht der immer noch vor Trauer gebrochene Sindrí auf und zerschmettert den Stein mit seinem Schmiedehammer.
Asgard wird von Ragnarök zerstört, doch gelingt die Flucht durch Fenrir, der zahme Wolf von Atreus, der zu Beginn der Geschichte verstorben war, dessen Seele aber von Atreus auf den Höllenhund Garm übertragen wurde, der Verbindungen zwischen den Reichen öffnen kann.
Am Tag nach der Schlacht macht sich Atreus auf einen Weg, den er „allein gehen müsse“, und verabschiedet sich von seinen Freunden und seinem Vater. Zusammen mit Angrboda geht er anschließend wieder nach Jötunheim, um die noch lebenden Riesen zu finden. Kratos findet einen Schrein mit seiner eigenen Geschichte, die mit ihm als verehrte Götterstatue endet, und macht sich gemeinsam mit Freya und Mimir auf den Weg, die Welten von den Resten des zerstörten Asgards und den verbliebenen, ruhelosen Einherjar zu befreien. Gleichzeitig wird mit Gná, einer früheren Freundin und mittlerweile Feindin Freyas, die von Odin zuvor zur neuen Walkürenkönigin ernannt wurde und nun auf Rache für dessen Tod sinnt, eine weitere Widersacherin angedeutet. In der Wüste von Alfheim schwört die trauernde Thrud, ihren Vater Thor stolz zu machen und verschwindet mit dem Hammer Mjölnir. Am Ende erweisen die Freunde Brok bei einer Begräbniszeremonie in Svartalfheim die letzte Ehre.

## Entwicklung
Gab es nach der Veröffentlichung des Vorgängers bis September 2020 ausschließlich Mutmaßungen über eine Fortsetzung der God-of-War-Reihe, wurde ein weiterer Teil im selben Monat von Sony Interactive Entertainment angekündigt, ohne aber den Namen des Spiels zu enthüllen.
Im Juni 2021 erklärte ein Verantwortlicher der PlayStation Studios, dass sich die Veröffentlichung des Spiels um ein Jahr auf 2022 verzögert und dies auch mit der COVID-19-Pandemie zusammenhänge. Christopher Judge, der bereits im Vorgänger als Synchronsprecher an der Produktion beteiligt war, erklärte, dass er einen Anteil an der Verzögerung des Spiels hatte, da er sich einer Operation unterziehen und sich deswegen rehabilitieren musste. Im September 2021, ein Jahr nach der Bekanntgabe des Spiels, stand God of War Ragnarök als Titel des Spiels fest.

## Synchronisation
| Rolle/Charakter | Englisch           |
| --------------- | ------------------ |
| Kratos          | Christopher Judge  |
| Atreus/Loki     | Sunny Suljic       |
| Thor            | Ryan Hurst         |
| Tyr             | Ben Prendergast    |
| Freya           | Danielle Bisutti   |
| Odin/Wodan      | Richard Schiff     |
| Angrboða        | Laya De Leon Hayes |
| Ratatoskr       | SungWon Cho        |
| Dulrin          | Usman Ally         |
| Mímir           | Alastair Duncan    |
| Brok            | Robert Craighead   |
| Sindri          | Adam J. Harrington |
| Heimdall        | Scott Porter       |

## Rezeption
Nach drei Monaten hat sich das Spiel über elf Millionen Mal verkauft.
God of War: Ragnarök erhielt seit seiner Veröffentlichung viele positive Kritiken. Mit 94 Punkten auf Metacritic ist es ähnlich gut bewertet wie sein Vorgänger.